# Willi Furrer

Willi Furrer (etwa 1970)

Willi Furrer (* 7. August 1906 in Luzern; † 28. März 1985) war ein Schweizer Elektroingenieur, der auf dem Gebiet der Akustik Pionierarbeit leistete.

## Leben
1933 trat Furrer in die PTT-Generaldirektion in Bern ein, wo er Leiter der Forschungs- und Versuchsanstalt wurde. Er war beteiligt am Aufbau der schweizerischen Radio- und Fernsehstudios.
Willi Furrer habilitierte 1941 an der Eidgenössischen Technischen Hochschule Zürich. Er hielt dort als Titularprofessor bis 1976 Vorlesungen über Raum- und Bauakustik. Er war ausserdem Mitglied der Liga gegen den Lärm.
Sein Buch zur Raum- und Bauakustik war lange Zeit ein Standardwerk.

## Werke
- Raum- und Bauakustik. Lärmabwehr. Birkhäuser Verlag, Basel 1972, ISBN 3-7643-0522-3 (zusammen mit Anselm Lauber).
- Beitrag zur Akustik von Radio-Studios. Solothurn 1941, (Habilitation).